# Zoilo I

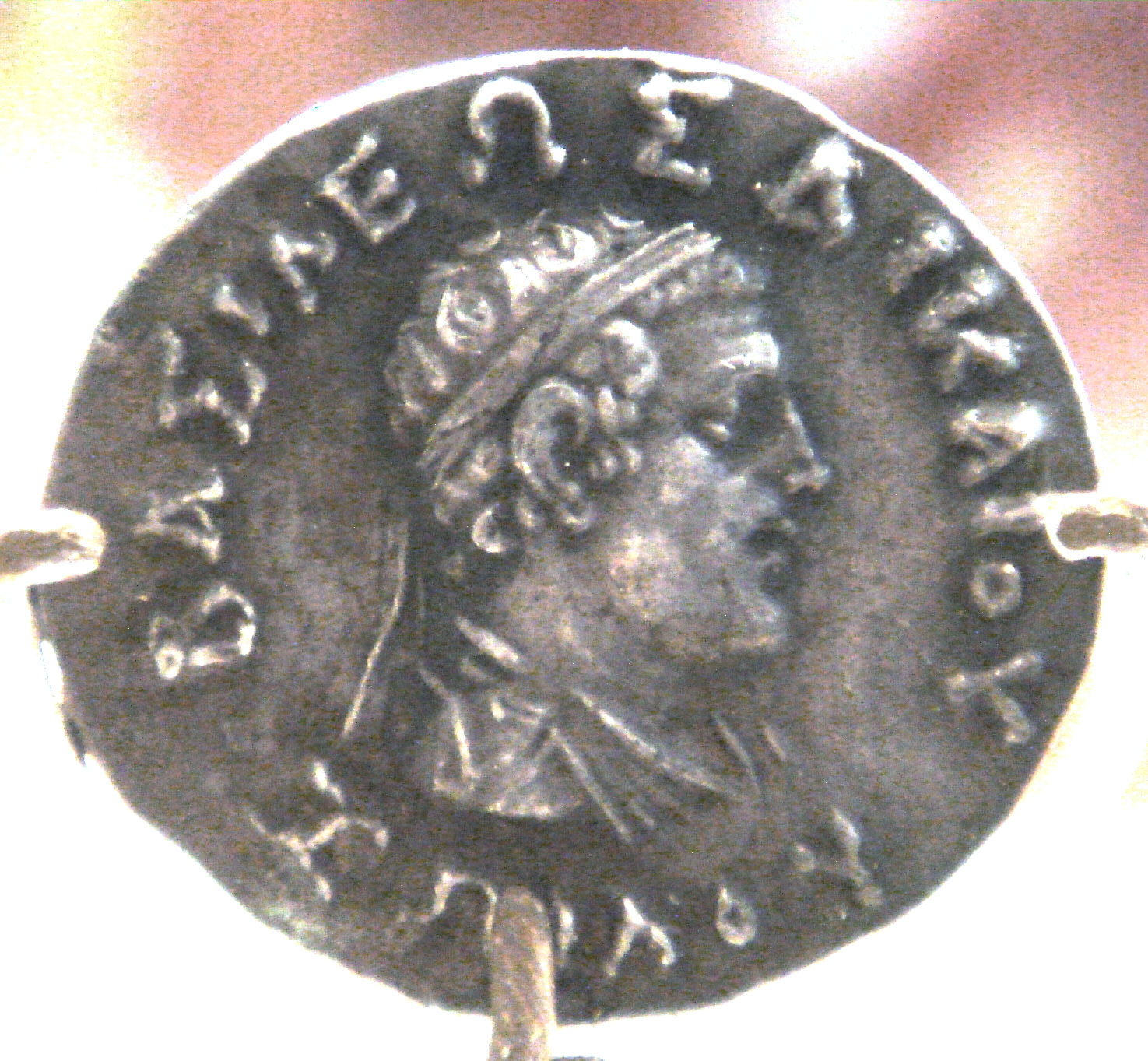
Moneda de Zoilo I

Zoilo I Dikaios (griego: Ζωίλος Α΄ ὁ Δίκαιος; el epíteto significa "el Justo") fue un rey indogriego que gobernó en lo que hoy son Afganistán y Pakistán,  y ocupó las áreas del Parapamisos y Aracosia, anteriormente sostenidos por Menandro I. Pueda haber pertenecido a la dinastía de Eutidemo I.

## Tiempo de reinado
Zoilo, usualmente se data después de la muerte de Menandro, c. 130–120 a. C. (Bopearachchi). Sin embargo, dos monedas de Zoilo fueron reacuñadas por Menandro I, así que Zoilo debía estar en el poder cuando Menandro estaba todavía vivo, y era quizás su enemigo. R. C. Sénior ha sugerido algún tiempo entre 150@–135 a. C.

## Tipos de moneda de Zoilo I

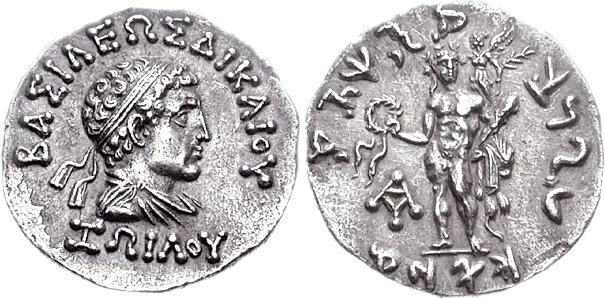
Moneda de Zoilo I

Zoilo I utilizó un tipo de moneda de plata similar al de Eutidemo II, hijo de Demetrio I de Bactriana: Heracles coronado de pie, llevando una corona o diadema en su mano derecha, y una maza y una piel de león en su mano izquierda. En algunas monedas, de baja calidad artística, Heracles es coronado por una pequeña Niké. Zoilo I también acuñó algunas monedas de plata dorada con su retrato y Heracles.
Los modelos de monedas indias de Zoilo I también llevan el título Pali "Dhramikasa" ("Seguidor del Dharma"), probablemente relacionado con el budismo, apareciendo por primera vez en la acuñación indogriega. Se han encontrado unos cuantos tetradracmas áticos monolingües de Zoilo. Zoilo heredó (o tomó) varios monogramas de Menandro I.
Sus monedas de bronce son cuadradas y originales en combinar la maza de Heracles con un arco corto de tipo escita dentro de una corona de la victoria, lo que sugiere contactos o incluso una alianza con la gente montada de las estepas, posiblemente los Pueblos escitas (futuros Indoescitas), o los Yuezhi que habían invadido Bactriana. Este arco corto puede ser contrastado con el tradicional arco largo helenístico, representado en las monedas de la reina indogriega, Agatoclea.